# Stročja vas
Stročja vas je naselje v Občini Ljutomer.